# Scatophila despecta
Scatophila despecta är en tvåvingeart som först beskrevs av Alexander Henry Haliday 1839.  Scatophila despecta ingår i släktet Scatophila och familjen vattenflugor. Arten är reproducerande i Sverige. Inga underarter finns listade i Catalogue of Life.